# Социал-демократическая партия (Кабо-Верде)
Социал-демократическая партия (порт. Partido Social Democrático, PSD) — одна из 7 политических партий Республики Кабо-Верде.

## История
Партия была создана Джоном Алем в 1992 году в результате отделения от Демократического и Независимого союза Кабо-Верде. На парламентских выборах 1995 года собрала всего 1030 голосов, не сумев получить и 1 места в Национальной ассамблее.
На выборах 2001 года партия получила всего 620 голосов (0,5 %). Доля голосов упала до 0,4 % на выборах в 2006 и до 0,2 % на выборах в 2011.